# Episodi de Il virginiano (settima stagione)
La settima stagione della serie televisiva Il virginiano è andata in onda negli Stati Uniti dal 18 settembre 1968 al 9 aprile 1969 sulla NBC, posizionandosi al 17º posto nei rating Nielsen di fine anno con il 21,8% di penetrazione e con una media superiore ai 12 milioni di spettatori.
| nº | Titolo originale                  | Titolo italiano | Prima TV USA      | Prima TV Italia |
| -- | --------------------------------- | --------------- | ----------------- | --------------- |
| 1  | The Saddle Warmer                 |                 | 18 settembre 1968 |                 |
| 2  | Silver Image                      |                 | 25 settembre 1968 |                 |
| 3  | The Orchard                       |                 | 2 ottobre 1968    |                 |
| 4  | A Vision of Blindness             |                 | 9 ottobre 1968    |                 |
| 5  | The Wind of Outrage               |                 | 16 ottobre 1968   |                 |
| 6  | Image of an Outlaw                |                 | 23 ottobre 1968   |                 |
| 7  | The Heritage                      |                 | 30 ottobre 1968   |                 |
| 8  | Ride to Misadventure              |                 | 6 novembre 1968   |                 |
| 9  | The Storm Gate                    |                 | 13 novembre 1968  |                 |
| 10 | The Dark Corridor                 |                 | 27 novembre 1968  |                 |
| 11 | The Mustangers                    |                 | 4 dicembre 1968   |                 |
| 12 | Nora                              |                 | 11 dicembre 1968  |                 |
| 13 | Big Tiny                          |                 | 18 dicembre 1968  |                 |
| 14 | Stopover                          |                 | 8 gennaio 1969    |                 |
| 15 | Death Wait                        |                 | 15 gennaio 1969   |                 |
| 16 | Last Grave at Socorro Creek       |                 | 22 gennaio 1969   |                 |
| 17 | Crime Wave at Buffalo Springs     |                 | 29 gennaio 1969   |                 |
| 18 | The Price of Love                 |                 | 12 febbraio 1969  |                 |
| 19 | The Ordeal                        |                 | 19 febbraio 1969  |                 |
| 20 | The Land Dreamer                  |                 | 26 febbraio 1969  |                 |
| 21 | Eileen                            |                 | 5 marzo 1969      |                 |
| 22 | Incident at Diablo Crossing       |                 | 12 marzo 1969     |                 |
| 23 | Storm Over Shiloh                 |                 | 19 marzo 1969     |                 |
| 24 | The Girl in the Shadows           |                 | 26 marzo 1969     |                 |
| 25 | Fox, Hound, and the Widow McCloud |                 | 2 aprile 1969     |                 |
| 26 | The Stranger                      |                 | 9 aprile 1969     |                 |

## The Saddle Warmer
- Prima televisiva: 18 settembre 1968
- Diretto da: Charles S. Dubin
- Scritto da: Robert Van Scoyk

### Trama
- Guest star: The Irish Rovers (loro stessi), David Hartman (David Sutton), Ralph Bellamy (Jeremiah), Chris Robinson (Coley), Quentin Dean (Saranora), Tom Skerritt (Rafe), Jeanette Nolan (Holly Grainger), Jean Peloquin (Jean), Dee Carroll (madre), Stuart Nisbet (barista), Harper Flaherty (Harper), Dick Shane (Dick)

## Silver Image
- Prima televisiva: 25 settembre 1968

### Trama
- Guest star: David Hartman (David Sutton, solo accreditato), James Daly (Dan Sheppard), Robert Random (Jeremy Sheppard), Geraldine Brooks (Della Price), William Smith (Spector), Don 'Red' Barry (Carstairs), Harry Harvey (Lester), Boyd 'Red' Morgan (Cliff Barber), Harper Flaherty (Harper), Dick Shane (Dick), Tim Graham (astante)

## The Orchard
- Prima televisiva: 2 ottobre 1968
- Diretto da: James Sheldon
- Scritto da: Andy Lewis

### Trama
- Guest star: David Hartman (David Sutton, solo accreditato), Burgess Meredith (Tim Bradbury), William Windom (Chick Mead), Brandon De Wilde (Walt Bradbury), Ben Murphy (Mike Bradbury), Jeanette Nolan (Holly Grainger), Tyne Daly (Faith Bradbury), Lew Brown (Gummery), Ben Wright (McCabe), Jean Peloquin (Jean), William Phipps (Ritt), William Boyett (lavoratore nel ranch), Cecil Combs (Cecil)

## A Vision of Blindness
- Prima televisiva: 9 ottobre 1968
- Diretto da: Abner Biberman
- Soggetto di: Gerald Sanford

### Trama
- Guest star: David Hartman (David Sutton), Jeanette Nolan (Holly Grainger), John Saxon (Ben Oakes), Ben Johnson (Jed Cooper), The Irish Rovers (loro stessi), Rosalyn Burbage (Sarah), Kimberley Farr (Martha)

## The Wind of Outrage
- Prima televisiva: 16 ottobre 1968
- Diretto da: James Sheldon
- Scritto da: Alvin Sapinsley

### Trama
- Guest star: David Hartman (David Sutton, solo accreditato), Ricardo Montalbán (Louis Boissevain), Lois Nettleton (Suzanne Mayo), Lawrence Dane (Jacques), H. M. Wynant (Sturdevant), Pierre Jalbert (Jules), Andre Philippe (Michel), Pat Michenaud (Arnaud), Robert P. Lieb (Carnahan), Max Kleven (Halevey)

## Image of an Outlaw
- Prima televisiva: 23 ottobre 1968

### Trama
- Guest star: Don Stroud (Rafe Judson / Wally McCullough), Amy Thomson (Angie Becker), Sandy Kenyon (Ben Robbins), Ed Prentiss (Carl Jensen), Walter Reed (Mr. Stephens), John Cliff (Bounty Hunter), Warren Hammack (Gunsmith), Dennis McCarthy (editore), Boyd Stockman (conducente della diligenza), Quintin Sondergaard (Shotgun), David Farrow (giocatore), Stephen Coit (impiegato al Wells Fargo)

## The Heritage
- Prima televisiva: 30 ottobre 1968
- Diretto da: Leo Penn
- Scritto da: Stephen Lord

### Trama
- Guest star: Buffy Sainte-Marie (Nai'Be), Ned Romero (Tza'Wuda), Jim Davis (McKinley), Bill Fletcher (Russ Doty), Jay Silverheels (Den'Gwatzi), Eddie Little Sky (Enga' Idga), Vicki Medlin (Jodi Ashton), Grandfather Semu Haute (Quih' Nah), Lois Red Elk (Pa Guichah), Stuart Nisbet (barista), Quintin Sondergaard (attaccabrighe), Mary Romero (Dah Bu' Tzi), Karl Swenson (Nelson)

## Ride to Misadventure
- Prima televisiva: 6 novembre 1968
- Diretto da: Michael Caffey
- Scritto da: Gerald Sanford

### Trama
- Guest star: Joseph Campanella (Walker), Katherine Justice (Ruby French), Joe Maross (Buck Stargil), Barbara Werle (Claire), Harry Dean Stanton (Clint Daggert), Robert Donner (Matt Dooley), Virginia Gregg (Ma Daggert), Ken Swofford (Seth Pettit), Than Wyenn (maniscalco), James Nusser (Jack Bowie), Gene Tyburn (Nick Quinn), John Aniston (Frank West)

## The Storm Gate
- Prima televisiva: 13 novembre 1968
- Diretto da: Richard Colla
- Soggetto di: Jerry McNeely

### Trama
- Guest star: Susan Oliver (Anne Crowder), Burr DeBenning (Jason Crowder), Scott Brady (Hudson), Robert F. Simon (Sam Burmeister), Roy Jenson (Lueders), Ted Gehring (Edgar Wood), Charles H. Radilak (dottore), Mitch Vogel (ragazzo)

## The Dark Corridor
- Prima televisiva: 27 novembre 1968
- Diretto da: Abner Biberman
- Soggetto di: Jean Holloway, Joel Rogosin

### Trama
- Guest star: Judy Lang (Dulcie Beaumont), John Smith (Caine Ellis), Paul Winchell (Jingo), James Craig (sergente Wayne), Bartlett Robinson (Beaumont)

## The Mustangers
- Prima televisiva: 4 dicembre 1968
- Diretto da: Charles S. Dubin
- Scritto da: Norman Jolley

### Trama
- Guest star: James Edwards (Ben Harper), John Agar (Joe Williams), Don Knight (Cal Hobson), Chuck Daniel (Dewey Harper), William Paul Burns (Roy), Marjorie Bennett (Soapie), Grace Lee Whitney (Heather), Mina Martinez (Querida)

## Nora
- Prima televisiva: 11 dicembre 1968

### Trama
- Guest star: Anne Baxter (Nora Carlton), Hugh Beaumont (maggiore James Carlton), Tim McIntire (tenente Tim O'Hara), Pilar Seurat (Tela), Carlos Rivas (Nakona), Harry Lauter (capitano Sam Harris), Mark Tapscott (tenente Jones), Ken Renard (Grey Feather), Abel Fernandez (Sapewa), Steve Raines (Charley Kroeger), Tom Basham (sergente Keller), Alex Wilson (sergente Smith), Ron Burke (soldato Henry), Leonard P. Geer (Trooper), Chuck Courtney (Trooper Jensen), X Brands (Commanche Guardia), Warren Hammack (sentinella)

## Big Tiny
- Prima televisiva: 18 dicembre 1968
- Diretto da: James Sheldon
- Soggetto di: Joy Dexter

### Trama
- Guest star: Julie Sommars (Martha Carson), Roger Torrey (Tiny Morgan), Dick Foran (Adam Burnside), Mabel Albertson (Ma Lacey), Arthur Franz (sceriffo Mike Miller), William Bramley (Karnes), John Harmon (Hastings), Laurie Mitchell (Louise), Olan Soule (Sidney Glodder), Helen Kleeb (Mrs. Mauder), Francine Roberts (donna on Train), Dee Carroll (moglie), Ollie O'Toole (uomo), K.L. Smith (Vince), Scott Perry (Shep), Owen Bush (banditore)

## Stopover
- Prima televisiva: 8 gennaio 1969

### Trama
- Guest star: Herb Jeffries (Frank Hammel), Jan Shepard (Laura Cooper), John Kellogg (Mel Dover), Jay C. Flippen (giudice), William Fawcett (Clem), Douglas Henderson (Ben Cooper), John McLiam (Carl O'Neill), Kevin Hagen (Albert Morgan), Frances Spanier (Mrs. Perry), Myron Healey (Drifter), Med Flory (Drifter), Stuart Nisbet (barista), Robbie Moore (Joey), Russell Schulman (ragazzo), Anthony Jochim (Crony), Michael Arthofer (John Bascomb), Laurie Mitchell (cameriera)

## Death Wait
- Prima televisiva: 15 gennaio 1969
- Diretto da: Charles S. Dubin
- Scritto da: Gerald Sanford

### Trama
- Guest star: Harold J. Stone (Grant Buchanan), Sheila Larken (Ellen Jones), Murray MacLeod (Lorne Buchanan), Conlan Carter (Jory Kinkaid), Rachel Ames (Mary Kinkaid), Clyde Ventura (Case Buchanan), Jean Peloquin (Jean), Edward Faulkner (Matt Clayton), Nicolas Beauvy (Ben Kinkaid)

## Last Grave at Socorro Creek
- Prima televisiva: 22 gennaio 1969
- Diretto da: Leo Penn
- Soggetto di: Nat Tanchuck

### Trama
- Guest star: Steve Ihnat (Four-Eyes), Lonny Chapman (Carl Luther), Ellen Burstyn (Kate Burden), Kevin Coughlin (Dan Burden), Larry Ward (Bill Burden), James Wainwright (Jack Withers), Jocelyn Brando (Mrs. Owens), Mills Watson (Sam Blount), Don Keefer (becchino), Walter Coy (barista), David Fresco (impiegato dell'hotel), Ed Prentiss (Dave Owens)

## Crime Wave at Buffalo Springs
- Prima televisiva: 29 gennaio 1969
- Diretto da: Charles S. Dubin
- Scritto da: Robert Van Scoyk

### Trama
- Guest star: Yvonne De Carlo (Imogene Delphinia), Carrie Snodgress (Josephine Delphinia), Ann Prentiss (Geraldine Delphinia), James Brolin (Ned Trumbull), Gary Vinson (sceriffo Tom Wade), The Irish Rovers (Bank robbers), Tom Bosley (Nat Trumbull), Jean Peloquin (Jean), Angie Love (donna), Jim Ferguson (Jimmy il barista), George Millar (cameriere / Bank Robber), Joe Millar (cameriere), Will Millar (cameriere)

## The Price of Love
- Prima televisiva: 12 febbraio 1969
- Diretto da: Michael Caffey
- Scritto da: Richard Carr

### Trama
- Guest star: Pete Duel (Denny Todd), James Gregory (Kimbro), Skip Homeier (Callan), Jean Peloquin (Jean), Richard Van Vleet (George Edwards), Michael Fox (medico legale), Pitt Herbert (operatore del telegrafo), Mark Tapscott (maniscalco), Stuart Nisbet (Bart), Leslie York (Peggy), Lee de Broux (Jack Ash), Michael Griswold (Clint Wharton), Kenneth Lawrence (Tom), Chuck Courtney (Lafe), James Griffith (Sam Jacks)

## The Ordeal
- Prima televisiva: 19 febbraio 1969
- Diretto da: Michael Caffey
- Soggetto di: Merwin Gerard

### Trama
- Guest star: Robert Pine (Scott Austin), Michael Masters (Morgan), Jennifer Gan (Minnie), William Phipps (Stable Owner), Stephen Coit (capostazione), Art Stewart (giocatore di poker), James Turley (giocatore di poker)

## The Land Dreamer
- Prima televisiva: 26 febbraio 1969
- Diretto da: James Sheldon
- Scritto da: Robert Van Scoyk

### Trama
- Guest star: James Olson (Hosea McKinley), Cloris Leachman (Ellen McKinley), Don Francks (Caleb and Jack Welles), Ford Rainey (Amos Wardlow), John Daniels (William McKinley), John Milford (Burke), Tom Middleton (Frank Harley), Jean Peloquin (Gene)

## Eileen
- Prima televisiva: 5 marzo 1969
- Diretto da: Anton Leader
- Scritto da: Don Ingalls

### Trama
- Guest star: Debbie Watson (Eileen Linden), Richard Van Vleet (Peter Bowers), Don 'Red' Barry (Hutton), Don Wilbanks (Brady), Stuart Nisbet (barista), Stephen Coit (capostazione), Kres Mersky (ragazza al bar)

## Incident at Diablo Crossing
- Prima televisiva: 12 marzo 1969

### Trama
- Guest star: Gary Collins (Jason Adams), Kiel Martin (Trooper Rankin), Lee Kroeger (Marcy McLister), Steve Carlson (Bud McLister), Bernie Hamilton (caporale Harvey), Anthony Caruso (Sam Mason), John Harmon (commesso viaggiatore)

## Storm Over Shiloh
- Prima televisiva: 19 marzo 1969
- Diretto da: Michael Caffey
- Scritto da: Frank Chase

### Trama
- Guest star:

## The Girl in the Shadows
- Prima televisiva: 26 marzo 1969
- Diretto da: James Sheldon
- Soggetto di: Robert White, Phyllis White

### Trama
- Guest star: Jack Albertson (Nathaniel E. 'Doc' Watson), Brenda Scott (Claire Garson), Greg Mullavey (William McGraw), Stuart Nisbet (Bart), Ken Swofford (Seth Petitt), Larry Chance (Frank Lynch), Eddie Quillan (Edmunds), Bud Walls (avventore)

## Fox, Hound, and the Widow McCloud
- Prima televisiva: 2 aprile 1969
- Diretto da: Don McDougall
- Scritto da: Judith Barrows

### Trama
- Guest star: Victor Jory (Luke Nichols), Troy Donahue (Bracken), Jean Inness (Clarissa McCloud), Dennis McCarthy (editore), Stuart Randall (Wealthy Rancher), Clyde Howdy (stalliere), Mark Tapscott (Gambling Man), Byron Mabe (giocatore di carte), Neal Nixon (giocatore di poker), Hal Bokar (giocatore di carte), Dick Shane (Dick)

## The Stranger
- Prima televisiva: 9 aprile 1969
- Diretto da: Michael Caffey
- Scritto da: Mel Goldberg

### Trama
- Guest star: Shelly Novack (Garrison), John Doucette (Arthur Willis), Michael Conrad (Sam Marish), Lorraine Gary (Laura), Paul Carr (Frank Hodges), Jadeen Vaughn (Sue), Michael Vandever (Jo-Jo), Harry Swoger (Shaw), Hal K. Dawson (giudice), Stuart Randall (procuratore)